# Соблазнение

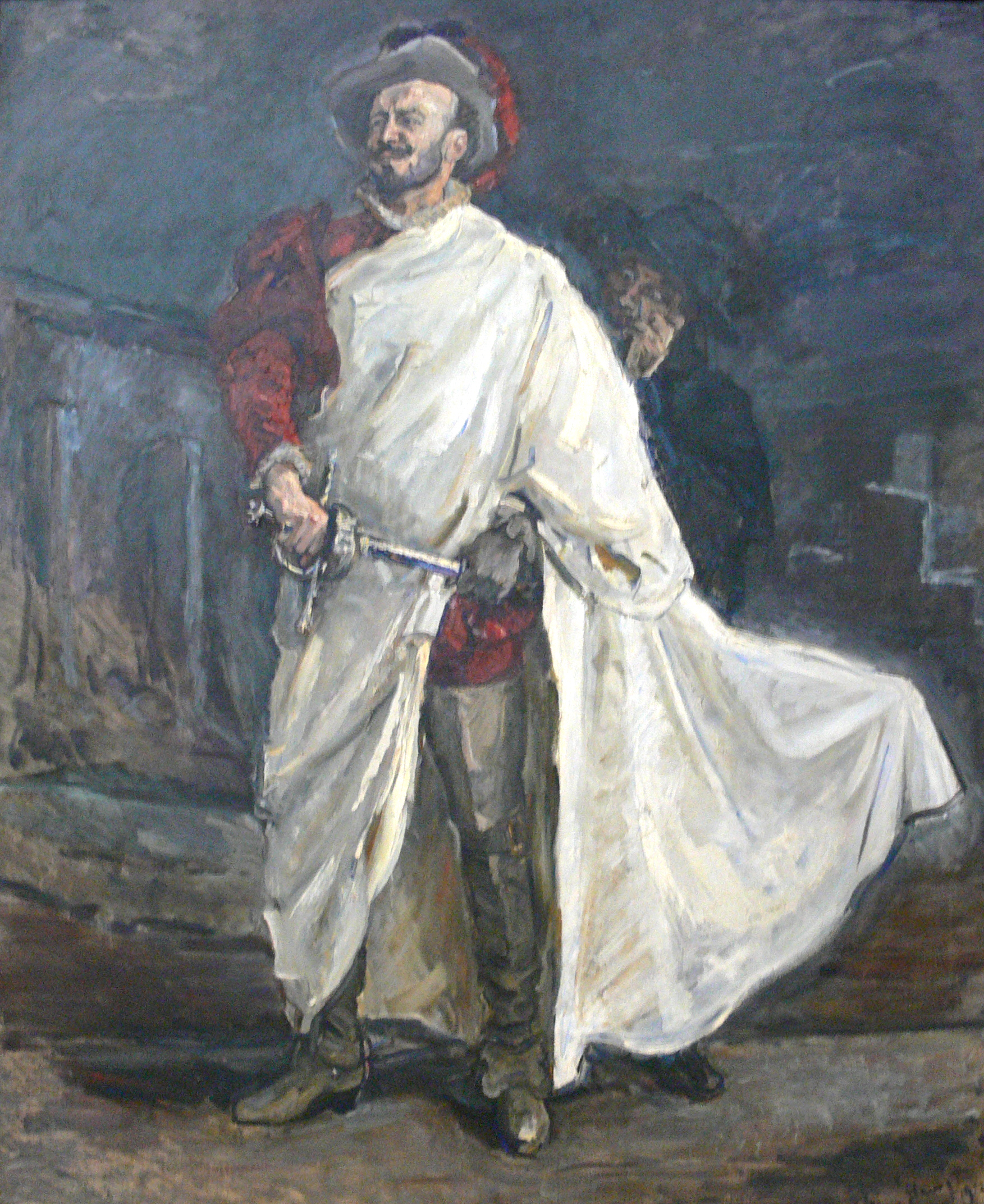
Дон Жуан в опере Моцарта «Дон Жуан», картина Макса Слевогта

Соблазнение — процесс намеренного завлечения человека, стремление к интимной близости, сексуальному обладанию; убеждение или побуждение к сексуальному поведению. Стратегии соблазнения включают разговор и сексуальные сценарии, паралингвальные особенности, невербальное общение, и краткосрочные поведенческие стратегии. В английском языке слово соблазнение происходит от латинского и буквально означает «вводить в заблуждение». В результате термин может иметь положительное или отрицательное значение. Известные соблазнители из истории или легенды — Лилит, Джакомо Казанова и вымышленный персонаж Дон Жуан . Появление Интернета и технологий привело к существованию пикап-сообществ, которые основаны на обсуждении способов соблазнения. Члены таких сообществ называют себя «пикаперы» (англ. сокращение — PUA) . Соблазнение также используется в маркетинге.
Соблазнение в негативном ключе включает в себя искушение и соблазн, часто сексуального характера, чтобы ввести кого-то в заблуждение относительно поведенческого выбора, который он не сделал бы, если бы не находился в состоянии сексуального возбуждения. В положительном ключе соблазнение является синонимом акта обаяния кого-либо, мужчины или женщины, путем обращения к чувствам, часто с целью ослабить необоснованные страхи и привести к «сексуальному раскрепощению». Некоторые стороны в современных академических дебатах утверждают, что мораль соблазнения зависит от долгосрочных воздействий на соответствующих лиц, а не от самого акта, и может не обязательно иметь негативную коннотацию, выраженную в словарных определениях.

## Стратегии

### Кратковременные

#### У мужчин
Краткосрочные стратегии соблазнения у мужчин преимущественно связаны с темной триадой. Краткосрочные стратегии — это стратегии, используемые человеком для получения партнера для кратковременного (разового) сексуального контакта.

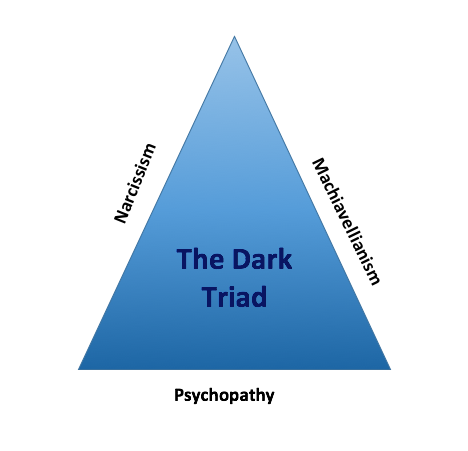
Темная триада, предложенная Паулхусом и Уильямсом (2002)

Темная триада состоит из трех качеств личности: психопатии, нарциссизма и макиавеллизма и была предложена Паулхусом и Уильямсом (2002). Эти три черты носят эксплуататорский характер и используются для сексуально-принудительного поведения, полезного в процессе соблазнения. Как правило, эти три качества для человека и общества считаются неадекватными. Тем не менее, эти признаки были признаны адаптивными в стратегии эксплуатации в краткосрочных отношений. Качества темной триады являются адаптивными для неограниченной социосексуальности и беспорядочного поведения. Эти три черты связаны с импульсивностью, манипулятивным поведением и отсутствием сочувствия. Они оказываются полезны в соблазнении партнера для краткосрочных встреч. С точки зрения эволюции, они были бы особенно полезны для наших предков, которые хотели увеличить свой репродуктивный успех, соблазняя многих женщин и, следовательно, увеличивая их шанс передать свои гены. Эти конкретные черты могут быть использованы в качестве тактики для увеличения успеха в отношениях.
Качества темной триады чаще встречаются у мужчин с небольшим родительским вкладом. Через возможности многочисленных совокуплений со множеством женщин они увеличивают вероятность передачи своих генов, вкладывая во время полового акта только генетическую компоненту. В то время как женщине приходится вкладывать в рождение младенца много времени и энергии и затем ухаживать за ним в течение многих лет.

#### У женщин
Триада качеств наследственно не была бы адаптивной для женщин, потому что женщины были и остаются менее склонны к случайному сексу из-за нехватки ресурсов для обеспечения её самой и её потомства.
Кроме того, существуют и другие потенциальные соображения относительно использования краткосрочных стратегий. Мужчины не могут применять такие стратегии без желания женщин вступать с ними в краткосрочные половые отношения. Таким образом, выгода от участия в нескольких краткосрочных отношениях также должна существовать и для женщин. Такие отношения позволяют женщинам практиковать и совершенствовать свои навыки в сфере привлечения и соблазнения. Это часто происходит во время внепарных связей, когда женщины вступают в половую связь с другими мужчинами, при наличии мужа. Женщины могут получить выгоду от участия в этих отношениях, в том числе возможность приобретать больше ресурсов. Например, женщины имеют больше возможностей получить доступ к пище, товарам или услугам в обмен на половой акт или возможность родить ребёнка, чей отец имеет лучшие гены, чем её муж. Женщины используют эти кратковременные отношения, чтобы отточить свои навыки соблазнения и повысить свою защищенность. Это связано с тем, что мужчины часто обеспечивают дополнительную защиту от эксплуатации другими мужчинами или от не людей, женщинам, с которыми они состоят в отношениях, и их детям.
Улучшение навыков привлечения и соблазнения также может помочь женщине приобрести более подходящего или более привлекательного мужчину в соответствии с «гипотезой смены партнера». Это связано с тем, что женщины могут оценить свою потенциальную половинку, прежде чем вступать в долгосрочные отношения. В качестве альтернативы, согласно этой гипотезе, женщины с помощью таких стратегий, как кратковременное соблазнение другого мужчины, также могут избавиться от нежелательного мужа. Женщины также могут быть более готовы к удерживанию партнеров-мужчин от будущей неверности, о чём свидетельствует «гипотеза манипуляции партнером». Эта гипотеза предполагает, что женщины могут использовать месть для сдерживания будущей неверности . Это может быть достигнуто за счет краткосрочного романа с использованием соблазнения с другим мужчиной в качестве тактики мести за предыдущий роман её мужа, который направлен на повышение обязательств её предполагаемого долгосрочного супруга. Эти гипотезы указывают на наличие выгод для женщин в развитии и расширении своих навыков соблазнения в сексуальных отношениях.

### Долговременные
Долговременные стратегии определяются как развитые решения адаптивных проблем. Мужчины и женщины отличаются адаптивными проблемами, с которыми они сталкиваются, и как следствие использованием разных стратегий. Женщины очень хотят иметь ресурсы и обязательства, которые связаны с родительским вкладом, и поэтому требуют более продолжительного периода времени для ухаживания и использования соблазнения до вступления в длительные сексуальные отношения. Женщины также проводят время, ища и соблазняя мужчин, которые готовы инвестировать и вкладывать в долгосрочной перспективе. Вероятно, что эксплуатирующие стратегии не будут использоваться при соблазнении долгосрочного партнера. Черты, связанные с темной триадой (макиавеллизм, психопатия и нарциссизм), бесполезны для долгосрочных отношений, потому что они отрицательно коррелируют с соглашаемостью, сочувствием и взаимностью, которые являются качествами, способствующими здоровым отношениям.